# Honda Foresight
La Honda Foresight, chiamato anche con il codice di telaio Honda FES 250, è uno scooter prodotto dalla casa motociclistica giapponese Honda dal 1997 al 2007.
Dal 2002 al 2004 è stato venduto anche a marchio Peugeot ribattezzato Peugeot SV 250.

## Storia
Presentato nel giugno del 1997 il Foresight nasce come maxiscooter erede dell'Honda CN 250 e presenta un design ispirato alle motociclette riprendendo lo stesso proiettore frontale a forma di V dalla Honda CBR 1100XX, mentre la coda è chiaramente ispirata a quella della berlina Honda Accord con i due fanali raccordati in un unico pezzo. Il Foresight venne proposto unicamente con motore 250 e venne venduto globalmente riscontrando un elevato successo soprattutto in Europa tanto da spingere i vertici Honda a svilupparne due versioni con cubatura ridotta a 125 e 150 cc che saranno ribattezzate Honda Pantheon e prodotte in Italia nello stabilimento di Atessa dal 1998.  
Ciclisticamente presenta un telaio inedito con il sistema di frenata integrale CBS in cui, agendo solo sulla leva sinistra, si azionano contemporaneamente sia il freno a tamburo posteriore sia il pistoncino centrale del disco anteriore. La sella è alta da terra 745 mm e il vano sotto di essa ha una capienza di 40 litri. 
Il motore 250 è un monocilindrico a quattro tempi da 249 centimetri cubici due valvole raffreddato a liquido che eroga 21 cavalli a 7000 giri/minuto, i freni sono a disco anteriore da 240 millimetri e a tamburo posteriore da 160 millimetri.
Ad inizio 2000, sia il Foresight che il gemello Pantheon, è risultato essere tra gli scooter più venduti in Italia e la produzione degli esemplari per il mercato europeo viene spostata nello stabilimento di Atessa della Honda Italia Industriale S.p.A. Il modello fabbricato in Italia porta al debutto anche un nuovo freno a disco posteriore da 220 mm, aggiornamenti al sistema CBS e una migliore qualità negli assemblaggi generali. Viene introdotto anche il cruscotto con elementi digitali. Il motore viene omologato Euro 1 adottando il catalizzatore ACR di serie e la potenza scende a 19,2 CV.
Nel giugno del 2005 debutta l'ultimo aggiornamento con il motore che viene omologato Euro 2 e vengono introdotte le maniglie per il passeggero in tinta con la carrozzeria ed un nuovo gruppo ottico anteriore.